# ویلیامز دی سوزا سیلوا
ویلیامز دی سوزا سیلوا (به پرتغالی: Willamis de Souza Silva) هافبک اهل برزیل است که در شهر ماسیو و در تاریخ ۴ فوریهٔ ۱۹۷۹ به دنیا آمده‌است.
ویلیامز دی سوزا سیلوا در تیم‌های فوتبال باشگاه فوتبال سنترو اسپورتیوو آلاگوانو سابقهٔ حضور دارد.